# Italie aux Jeux paralympiques d'été de 2016
L'Italie participe aux Jeux paralympiques d'été de 2016 à Rio de Janeiro. Il s'agit de la quinzième participation de ce pays aux Jeux paralympiques d'été.

## Médaillés
| Médaille | Nom                                          | Sport           | Épreuve                    |
| -------- | -------------------------------------------- | --------------- | -------------------------- |
| Or       | Federico Morlacchi                           | Natation        | 200 m 4 nages SM9          |
| Or       | Francesco Bocciardo                          | Natation        | 400 m nage libre S6        |
| Or       | Alessandro Zanardi                           | Cyclisme        | Contre-la-montre H5        |
| Or       | Vittorio Podestà                             | Cyclisme        | Contre-la-montre H3        |
| Or       | Luca Mazzone                                 | Cyclisme        | Contre-la-montre H2        |
| Or       | Assunta Legnante                             | Athlétisme      | Lancer de poids F11-12     |
| Or       | Beatrice Vio                                 | Escrime         | Fleuret individuel Cat B   |
| Or       | Paolo Cecchetto                              | Cyclisme        | Course en ligne H3         |
| Or       | Luca Mazzone Vittorio Podestà Alex Zanardi   | Cyclisme        | Course en relais           |
| Or       | Martina Caironi                              | Athlétisme      | 100 m nage libre T42       |
| Argent   | Francesco Bettella                           | Natation        | 100 m dos S1               |
| Argent   | Federico Morlacchi                           | Natation        | 400 m nage libre S9        |
| Argent   | Michele Ferrarin                             | Triathlon       | Course masculine PT2       |
| Argent   | Martina Caironi                              | Athlétisme      | Saut en longueur T42       |
| Argent   | Cecilia Camellini                            | Natation        | 400 m nage libre S11       |
| Argent   | Giulia Ghiretti                              | Natation        | 100 m brasse SB4           |
| Argent   | Oney Tapia                                   | Athlétisme      | Lancer de disque F11       |
| Argent   | Federico Morlacchi                           | Natation        | 100 m breaststroke men SB8 |
| Argent   | Alberto Simonelli                            | Tir à l'arc     | Libre - Arc à poulies      |
| Argent   | Luca Mazzone                                 | Cyclisme        | Course en ligne H2         |
| Argent   | Alex Zanardi                                 | Cyclisme        | Course en ligne H5         |
| Argent   | Federico Morlacchi                           | Natation        | 100 m papillon S9          |
| Argent   | Francesco Bettella                           | Natation        | 50 m dos S1                |
| Argent   | Arjola Trimi                                 | Natation        | 50 m nage libre S4         |
| Argent   | Giovanni Achenza                             | Triathlon       | Course masculine PT1       |
| Bronze   | Giulia Ghiretti                              | Natation        | 50 m papillon S5           |
| Bronze   | Vincenzo Boni                                | Natation        | 50 m dos S3                |
| Bronze   | Roberto Airoldi Elisabetta Mijno             | Tir à l'arc     | Libre - Arc classique      |
| Bronze   | Giada Rossi                                  | Tennis de table | Classe 1-2                 |
| Bronze   | Amine Kalem                                  | Tennis de table | Classe 9                   |
| Bronze   | Giancarlo Masini                             | Cyclisme        | Contre-la-montre C1        |
| Bronze   | Francesca Porcellato                         | Cyclisme        | Contre-la-montre H1-2-3    |
| Bronze   | Efrem Morelli                                | Natation        | 50 m brasse SB3            |
| Bronze   | Francesca Porcellato                         | Cyclisme        | Course en ligne H1-2-3-4   |
| Bronze   | Fabio Anobile                                | Cyclisme        | Course en ligne C1-2-3     |
| Bronze   | Andreea Mogos Loredana Trigilia Beatrice Vio | Escrime         | Fleuret par équipes Open   |
| Bronze   | Alvise De Vidi                               | Athlétisme      | 400 m nage libre T51       |
| Bronze   | Andrea Tarlao                                | Cyclisme        | Course en ligne C4-5       |
| Bronze   | Monica Contrafatto                           | Athlétisme      | 100 m nage libre T42       |